# Миснагеды
Мисна́геды (митнагеды, ивр. מִתְנַגְדִים‎ митнагди́м, в ашкеназском произношении мисна́гдим; буквально — «противящиеся», «возражающие») — использовавшийся хасидами термин относительно своих идейных противников литваков во время религиозной борьбы в иудаизме в XVIII веке. Деятельность этих кругов первоначально носила преимущественно полемический характер, впоследствии их религиозное мышление вылилось в своеобразный жизненный уклад и целостное мировоззрение. Ведущая роль в создании активной оппозиции хасидизму принадлежит Виленскому гаону Элияху бен Шломо Залману, благодаря которому Литва стала центром митнагдим.
Влияние глав хасидизма зиждилось на непререкаемом авторитете их личности и деятельности как лидеров общин, а для Элияху бен Шломо Залмана и его последователей основным критерием, определяющим положение человека в обществе, по-прежнему была раввинистическая учёность.